# Avá Guaraní
Els Avá Guaraní són una branca del poble guaraní, que viuen al Brasil, Argentina, Bolívia i Paraguai. Parlen una llengua guaraní propera al guaraní de Paraguai, coneguda com a «chiripá guaraní» (Tsiripá, Txiripá) o com Ava Guarani i Nhandéva (Ñandeva). Es creu que hi ha prop de 25.000 avá guaranís a l'Argentina, més de quaranta mil a Bolívia, prop de deu mil al Brasil i més de mil al Paraguai, i que un 80% de mitjana parla la llengua.
La bandera té tres colors disposats en horitzontal: verd, vermell i marró, però en la pràctica fan servir diverses versions (vermell, verd, marró; vermell, marró, verd; verd, marró i vermell, i potser altres.